# Evika Siliňová
Evika Siliňová (nepřechýleně Siliņa, * 3. srpna 1975 Riga) je lotyšská právnička a politička, od září 2023 předsedkyně vlády Lotyšska. Stala se tak druhou ženou v této funkci. Předtím působila jako ministryně sociálních věcí ve druhé vládě Arturse Krišjānise Kariņše.

## Životopis
V letech 1993–1997 absolvovala bakalářské studium práv na Lotyšské univerzitě. Poté získala magisterský titul v oboru společenské vědy, mezinárodní a evropské právo na Právnické fakultě v Rize.
V letech 2003–2012 pracovala jako advokátka se specializací na mezinárodní a vnitrostátní obchodní právo.

### Politická kariéra
V parlamentních volbách v roce 2011 kandidovala za středopravicovou Zatlerovu reformní stranu, ale nebyla zvolena. V letech 2011–2012 působila jako právní poradkyně lotyšského ministerstva vnitra.
Od ledna 2013 do ledna 2019 působila jako parlamentní tajemnice na ministerstvu vnitra. Jako parlamentní tajemnice byla chválena za svou otevřenost vůči novinářům, například při vysvětlování postoje ministerstva vnitra k různým otázkám, a také za boj proti syntetickým kanabinoidům a jejich šíření v Lotyšsku. Zastupovala také ministerstvo v některých mezinárodních organizacích, jako je OSN, Interpol a CEPOL.
Dne 23. ledna 2019 nastoupila do funkce parlamentní tajemnice předsedy vlády, kterým byl Arturs Krišjānis Kariņš.

#### Ministryně sociálních věci
V parlamentních volbách v roce 2022 kandidovala za středopravicovou stranu Nová jednota a byla zvolena poslankyní Saeimu. Dne 6. prosince 2022 byla jmenována ministryní sociálních věcí ve vládě Arturse Krišjānise Kariņše. Vláda získala důvěru 14. prosince.
Zasloužila se o zvýšení minimální mzdy, na kterou jsou navázány důchody a další státní sociální dávky. Dne 23. února 2023 ji předseda vlády jmenoval členkou nově vzniklého Výboru pro fondy Evropské unie. Dne 4. července 2023 její ministerstvo předložilo Saeimu ratifikaci Istanbulské úmluvy, byť s určitými výhradami a bez podpory koaličního partnera Národní aliance.

#### Předsedkyně vlády
Dne 16. srpna 2023, den po rezignaci Arturse Krišjānise Kariņše, nominovala Nová jednota Siliņu jako kandidátku na post předsedkyně vlády. Prezident Edgars Rinkēvičs ji 24. srpna pověřil sestavením vlády.
Dne 29. srpna odmítla aliance Sjednocená kandidátka účast ve vládě. Dne 1. září Siliņa uvedla, že hodlá získat parlamentní většinu se Svazem zelených a zemědělců a Pokrokovou stranou. O dvanáct dní později představila složení nové vlády, v níž má Nová jednota sedm ministerstev, Svaz zelených a zemědělců čtyři a Pokroková strana tři, přičemž ministrem zahraničí je expremiér Kariņš.
Dne 15. září 2023 získala vláda důvěru Saeimu, když obdržela 53 hlasů. Siliņa prohlásila, že bude usilovat o integraci ruskojazyčné menšiny, dokončení plotu na hranicích s Ruskem a Běloruskem a výrazné navýšení vojenského rozpočtu v souvislosti s ruskou invazí na Ukrajinu. Později téhož dne se konalo první zasedání vlády.

## Soukromý život
Siliņa je vdaná za Aigarse Siliņše, s nímž má tři děti. Hovoří plynně anglicky a rusky.